# Samuel Cunningham (cầu thủ bóng đá)
Samuel Paul Cunningham (tiếng Thái: แซมมวล ป. คันนิงแฮม; RTGS: Saemmuan Po Khaenninghaem, sinh ngày 18 tháng 1 năm 1989) là một cầu thủ bóng đá người Hoa Kỳ-Thái Lan thi đấu ở vị trí thủ môn cho câu lạc bộ Giải bóng đá Ngoại hạng Thái Lan Nakhon Ratchasima.

## Đời sống cá nhân
Samuel sinh ra ở Nonthaburi. Bố anh là người Hoa Kỳ và mẹ anh là người Thái Lan.

## Sự nghiệp quốc tế
Anh được triệu tập vào đội tuyển quốc gia Thái Lan thi đấu giao hữu với Ấn Độ ngày 4 và 8 tháng 9 năm 2010.

## Danh hiệu

### Câu lạc bộ
Muangthong United
- Thailand Division 2 League (1): 2007
- Thailand Division 1 League (1): 2008

Air Force Central
- Thai Division 1 League (1): 2013